# Hazel Lavery
Hazel Lavery (née Martyn ; 1880-1935) est une peintre et la deuxième épouse du portraitiste Sir John Lavery.
Son portrait est présent sur les billets de banque d'Irlande pendant une grande partie du XXe siècle.

## Jeunesse

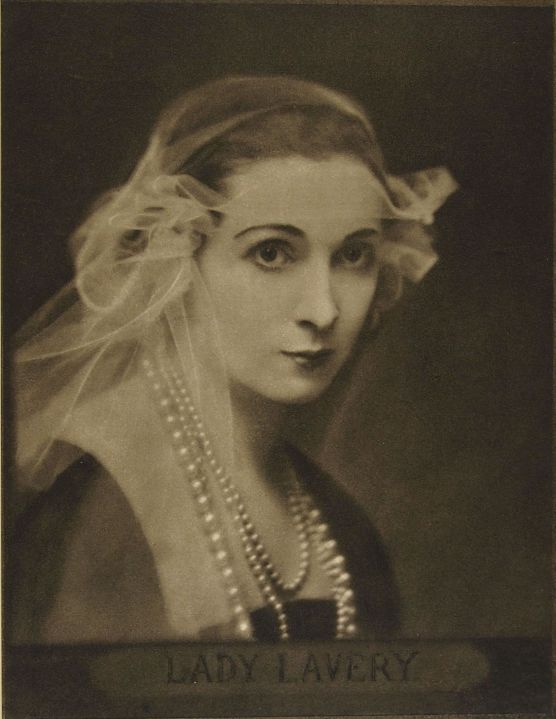
Lady Lavery, du The Book of Fair Women, par EO Hoppé, 1922.

Né à Chicago le 14 mars 1880, Hazel Martyn est la fille d'Edward Jenner Martyn, un riche industriel d'origine irlandaise. Un récit contemporain fait référence à la jeune Hazel Martyn comme « la plus belle fille du Midwest ». Hazel a une sœur, Dorothea "Dorothy" Hope Martyn (1887-1911), qui est une dramaturge en herbe. Souffrant d'anorexie mentale, Dorothy meurt en 1911 à l'âge de 23 ans ; c'est sa mort qui pousse Hazel à quitter l'Amérique.

## Vie privée
En 1903, elle épouse Edward Livingston Trudeau Jr, fils d'Edward Livingston Trudeau, un médecin qui a fait progresser le traitement de la tuberculose. Trudeau, lui-même médecin, meurt cinq mois plus tard. Ils ont une fille, Alice, née le 10 octobre 1904.
Alors qu'elle était encore mariée à Trudeau, elle rencontre John Lavery, un peintre catholique originaire de Belfast. Son mari meurt peu de temps après et en 1909, elle et Lavery se marient. Par la suite, elle devient la modèle la plus fréquente de Lavery.
Pendant la Première Guerre mondiale, John Lavery devient artiste officiel du gouvernement britannique. En 1918, il reçoit le titre de chevalier et Hazel Lavery devient Lady Lavery.
Les Lavery prêtent leur somptueuse maison du 5 Cromwell Place à South Kensington à la délégation irlandaise dirigée par Michael Collins lors des négociations du traité anglo-irlandais en 1921.
Après sa mort en 1935 à Londres, ses funérailles ont lieu à l'Oratoire Brompton de Knightsbridge. Elle est enterrée avec son mari au cimetière de Putney Vale. En Irlande, un service commémoratif pour elle a eu lieu à la demande du gouvernement.

### Billets irlandais
Après le traité anglo-irlandais, le gouvernement de l'État libre d'Irlande invite Lavery à créer une image d'une personnification féminine de l'Irlande pour les nouveaux billets irlandais. Une telle personnification rappelle des personnages de la mythologie irlandaise ancienne et a été illustrée ces derniers siècles par des femmes telles que Dark Rosaleen de James Clarence Mangan et Cathleen Ní Houlihan de WB Yeats.
Cette personnification de l'Irlande calquée sur Lady Lavery et peinte par son mari est reproduite sur les billets de banque d'Irlande de 1928 jusqu'aux années 1970. Il est ensuite apparu en filigrane sur les billets des séries B et C jusqu'à ce que ces derniers soient remplacés par l'euro en 2002.

### Autres portraits

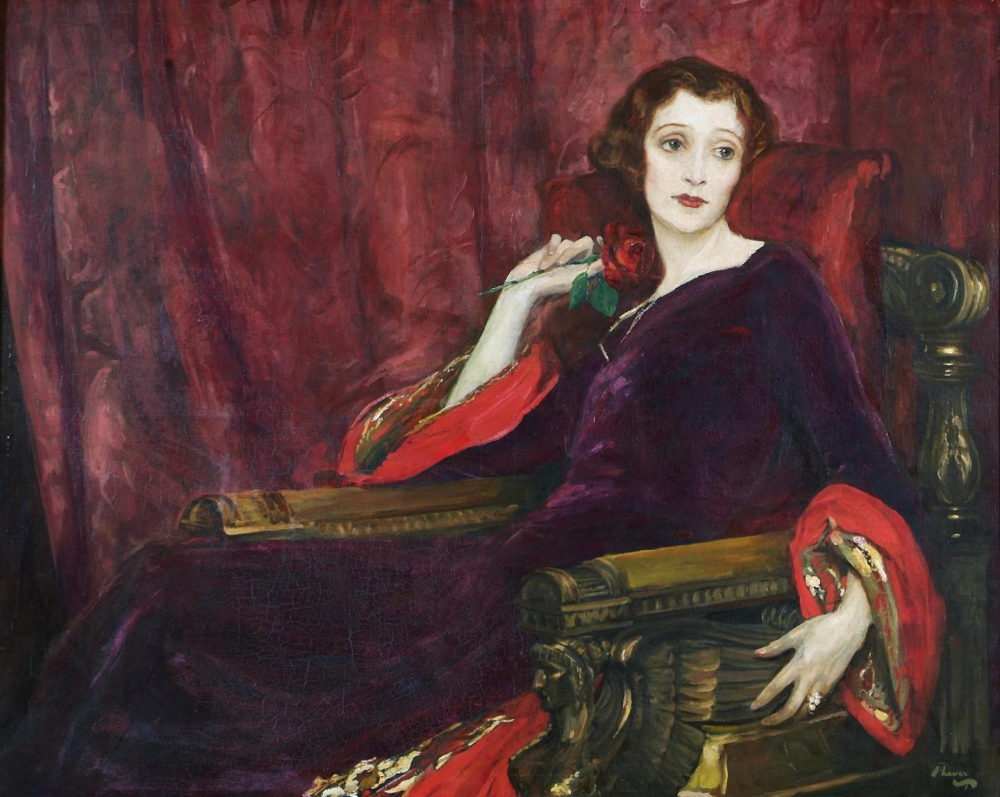
La rose rouge, 1923, Crawford Art Gallery.

Lady Lavery pose pour plus de 400 portraits de Sir John. Beaucoup sont nommés de la même manière, ce qui a amené un expert à remarquer que « Hazel in ... » est pratiquement une marque de fabrique de Lavery.
Le biographe de Lavery décrit Hazel in rose and gray comme « l'une des plus belles représentations de « Hazel in ... » de Lavery. Pour une fois, il abandonne le format pleine longueur et la composition acquiert une apparence plus courbée et dynamique. Hazel, profilée par ce que les photographes appellent un cheveu clair, porte une robe vaporeuse de la couleur des hortensias fanés. ».

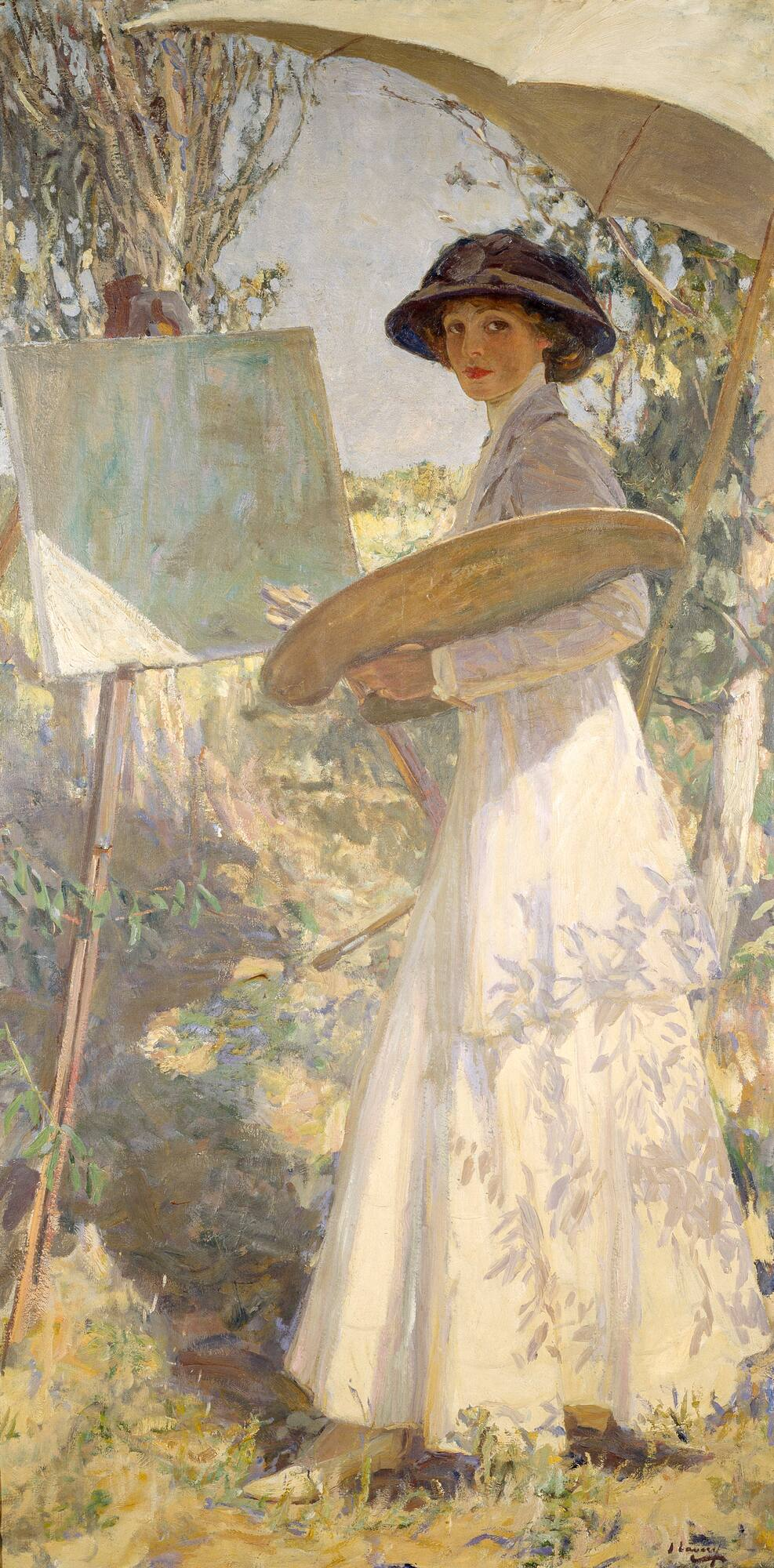
Mrs Lavery esquisse, 1910, Dublin City Gallery The Hugh Lane.

 Un autre portrait bien connu de Hazel Lavery peint par son mari est connu sous le nom de The Red Rose (1923). Comme le décrit un expert, cette peinture a une histoire compliquée : 
 Son visage bien connu et les harmonies de couleurs rouges, violettes et or caractéristiques rendent The Red Rose immédiatement reconnaissable comme un portrait d'elle. Cependant, la toile a été commencée en 1892 comme un portrait de Mme William Burrell. En 1912, il fut transformé en portrait de Sarah Bernhardt, et au début des années vingt, il fut, pendant une brève période, un portrait de la vicomtesse Curzon. 

### Correspondance
Lady Lavery connaissait de nombreuses figures célèbres de son époque et correspond avec des personnalités aussi notables que Maurice Baring, Hilaire Belloc, Owen Buckmaster, Tim Healy, Shane Leslie, Reginald McKenna, Jessie Louisa Rickard, George Bernard Shaw, Lytton Strachey, Gerald Hugh Tyrwhitt-Wilson et WB Yeats.
Cette correspondance devient publique longtemps après sa mort et révèle beaucoup de choses sur sa personnalité et sur la façon dont elle est considérée par ses contemporains. Parmi les événements relatés, il y a une visite en Irlande de la famille royale britannique et ses lettres de Winston Churchill où il lui confie ses réserves sur la création de l'Irlande du Nord.

### Rumeur
D'autres correspondants ont spéculé sur la relation de Lady Lavery avec Michael Collins et Kevin O'Higgins. Selon les mémoires de Derek Patmore, un écrivain, artiste, architecte d'intérieur et ami proche de Lady Lavery, Collins est « le grand amour de sa vie » et ajoute que Sir Shane « m'a dit que lorsque Michael Collins a été tué dans un embuscade, ils ont trouvé une miniature de Hazel accrochée autour de son cou avec un poème que Shane Leslie lui avait écrit au dos. »
Des spéculations sur la relation entre Collins et Lady Lavery ont conduit un journal de l'époque à la qualifier de sweetheart, un problème que Collins a écrit à sa fiancée Kitty Kiernan.
L'historien Meda Ryan emets des doutes sur ces rumeurs. Ryan indique que « dans toutes les recherches que j'ai effectuées, je n'ai trouvé aucune preuve qu'il ait eu une liaison avec Lady Lavery. ». Emmet Dalton, un proche associé de Collins qui était avec lui pendant la période où la supposée affaire s'est produite, dit qu'il n'a vu aucune preuve d'une liaison. Todd Andrews déclare qu'une telle affaire aurait été contraire au code de conduite de l'IRA et qu'elle n'aurait pas été tolérée. Ryan déclare également que la correspondance entre Collins et Kitty Kiernan au cours de cette période montre que leur relation est solide.